# Cayenneweih
Der Cayenneweih (Leptodon cayanensis, Syn.: Falco cayanensis, Falco palliatus, Micraëtus holmbergianus, Cymindis buteonidis, Odontriorchis palliatus mexicanus) ist ein Greifvogel aus der Familie der Habichtartigen, der in Mexiko, Belize Guatemala, Honduras, El Salvador, Nicaragua, Costa Rica, Panama, Kolumbien, Venezuela, Trinidad, Guyana, Suriname, Französisch-Guayana, Ecuador, Peru, Bolivien, Brasilien, Paraguay und Argentinien vorkommt. Der Bestand wird von der IUCN als nicht gefährdet (Least Concern) eingeschätzt.

## Merkmale
Der Cayenneweih erreicht bei einem Gewicht von 415 bis 553 Gramm der Männchen und von 416 bis 643 Gramm der Weibchen eine Körperlänge von etwa 43 bis 54 cm bei einer Flügelspannweite von 90 bis 110 cm. Er ähnelt sehr der Kragenweih (Leptodon forbesi), der sich durch ein weißes Hinterhalsband, die Unterflügeldecken und die Vorderkante der Flügel und die reduzierte schwarze Bänderung an der Unterseite der Armschwingen unterscheidet. Die Anzahl der weißen und schwarzen Schwanzbänder ist jedoch kein gute Unterscheidungsmerkmal. Der Cayenneweih hat kurze, breite Flügel und einen langen Schwanz. Er hat einen grauen Kopf, einen schwarzer Rücken und einen schwarzen Schwanz mit drei weißlichen Streifen, wobei der Oberster verdeckt ist, sowie weiße Spitze. Die Unterseite ist weiß mit leicht gräulichem Schimmer. Die schwarzen Unterflügeldecken bilden einen starken Kontrast zur meist hellen Unterseite der Flügeldecken. Die Iris ist blaugrau bis blauschwarz, die Wachshaut, die Gesichtshaut und Beine blaugrau. Es besteht kein Geschlechtsdimorphismus, doch sind die Weibchen ca. 13 % größer. Man kann drei deutlich unterscheidbare Farbmorphen in nicht vollkommen ausgewachsenen Vögeln vorfinden. Die erste ist eine blasse Morphe mit ganz weißer Unterseite, einschließlich Unterflügeldecken. Auf dem Kopf, einschließlich Stirn und im Bereich über dem Auge, hat sie eine schmale schwarze Kappe und Nacken, breitem weißen Kragen. Der Rücken ist dunkelbraun oder schwärzlich und der Schwanz weist bräunlich Streifen auf. Dies erinnert ein wenig an einen ausgewachsenen Elsteradler (Spizaetus melanoleucus). Die dunkle Morphe ist ähnlich, hat aber einen ganz dunklen Kopf und eine starke dunkle Streifenbildung am Bauch. Die mittlere Morphe hat kein Weiß an den Seiten des Kopfes und am Kragen und ist am Bauch weißlich mit schmalen Streifen auf der Brust. Die Wachshaut, die Gesichtshaut und die Beine sind bei allen unreifen Morphen gelb.

## Lautäußerungen
Der Cayenneweih ist eigentlich nur während der Brutzeit wirklich lautstark und da sowohl im Flug als auch von der Sitzwarte aus. Dabei gibt er den Trogonen ähnelnde wuu wuu wuu-Laute, ein eher gluckerndes kek kek kek oder ein kehliges und dem Lachfalken (Herpetotheres cachinnans) ähnelndes kejo kejo kejo von sich. Diese Töne wiederholt er mit bis zu 15 bis 20 Tönen pro Folge. Außerdem gibt er ein katzenartiges Miauen, hohe, schallende Pfiffe, die wie bei einigen Spizaetus-Arten klingen, und ca. 3 Sekunden dauernde möwenartige, hohl klingende Krächzer im Gleitflug, die langsam beginnen und sich rasch beschleunigen, von sich.

## Fortpflanzung
Der Balzflug der Cayenneweih beinhaltet schnelle, flatternde, nach unten gerichtete Flügelschläge (Schmetterlingsflug), beinhaltet aber auch gegenseitiges Aufsteigen, Jagen, Krallenpräsentation und Alleinflüge unter Lautäußerung. Die Brutzeit in Kolumbien ist vermutlich von Januar bis März, in Costa Rica von März bis Juli und in Belize und Guatemala von April bis Juli. In El Salvador wurde Mitte August ein gerade geschlüpftes Küken entdeckt. Vier Nester in Guatemala befanden sich 22 bis 27 Meter über dem Boden. Zwei waren in Vatairea lundellii-Bäumen, eins in der einem Kapokbaum und ein weiteres in einem Breiapfelbaum platziert. Alle wurden in den Baumkronen gebaut und zwei davon waren ca. 3,5 Kilometer von einander entfernt. Ein Nest war 40 cm lang, 33 cm breit und 8 cm tief und bestand aus ca. 100 Zweigen, ein anderes 43 cm lang, 35 cm breit und 7 cm tief. Alle drei schienen eine schwache Struktur zu haben und die Eier darin waren manchmal unterhalb der Nester sichtbar. Eines der Nester war nur 50 Meter von einem aktiven Nest eines Zweifarbensperber (Accipiter bicolor) entfernt. Angeblich können sich die Gelege unterscheiden. Ein Gelege aus einem Zweignest hoch oben in einem Baum bestand aus grauweißen Eiern mit rotbraunen Kritzeleien und Punkten, ein anderes aus Trinidad bestand aus zwei unmarkierten Eiern. Gelege aus Guatemala bestanden jedoch offenbar nur aus 1 bis 2 Eiern, die am breiten Ende purpurbraun und der Rest schmutzig weiß mit kleinen rostbraunen Flecken war. Normalerweise legt er nur ein Ei ins Nest. Die Maße der Eier sind 53,4 bis 55,8 mm × 40,4 bis 46,1 mm bei einem Gewicht von 48,4 bis 64,9 g. Man findet zwar in der Literatur, dass die Art drei Eier legt, doch scheint diese Aussage falsch zu sein. Beide Geschlechter bebrüten die Eier, wobei in einem Nest der relative Aufgabenanteil ungefähr gleich groß war, während in einem anderen das Weibchen mehr als 90 % der Zeit brütete. Die Zeit bis die Küken schlüpfen wird auf 32 bis 35 Tage geschätzt. Es liegen keine gesicherten Daten vor wie langes es braucht bis die Jungtiere flügge werden, doch geht man von 35 bis 40 Tagen aus. Die Küken haben einen weißen Flaum, olivgelb schillernde und gelbe Wachshaut und Beine. Die beobachteten Nester in Guatemala führten alle nicht zum Bruterfolg. In einem Fall wurde ein erwachsenes Tier von einem Prachtadler (Spizaetus ornatus) oder Würgadler (Morphnus guianensis) erbeutet, im zweiten Fall wurde ein totes Küken vorgefunden, das dritte wurde von einem Gewitter und das vierte vermutlich von Geoffroy-Klammeraffen (Ateles geoffroyi) zerstört.

## Verhalten und Ernährung
Der Cayenneweih  hat eine große Bandbreite an Nahrung. Darunter sind viele Insekten wie Ameisen, Termiten, Käfer, Heuschrecken, Raupen, Laubheuschrecken, Grashüpfer, aber auch Honigwaben, Bienen, Wespen wie beispielsweise Odynerus pachyodynerus, Hornissen und deren Larven, Vögel und deren Eier, kleine Schlangen, Eidechsen darunter insbesondere Baumgeckos, Frösche und Weichtiere. Sie jagt häufig von einem exponierten Ansitz aus. Die Jagd erfolgt besonders am frühen Morgen oder am späten Abend. Er wurde aber auch beim Jagen beobachtet, indem er offenbar nur durch Äste im Blätterdach kletterte. Funkortungsarbeiten lassen darauf schließen, dass die Art sich hauptsächlich im oder knapp unter dem Blätterdach ernährt. Saisonal wurde beobachtet, wie sie im Zusammenspiel mit Gelbkopf-Büschelaffen (Callithrix flaviceps) in Minas Gerais große Zikaden erbeuteten, die die Affen aufgeschreckt hatten. Im Kropf eines Balges fand Alfred Laubmann Frösche und Heuschrecken.

## Unterarten
Es sind folgende Unterarten akzeptiert:
- Leptodon cayanensis cayanensis (Latham, 1790)[4] kommt vom südöstlichen Mexiko bis Ecuador, dem Amazonasbecken, den Guyanas und auf Trinidad vor.
- Leptodon cayanensis monachus (Vieillot, 1817)[5] kommt vom zentralen Brasilien über Paraguay bis ins nördliche Argentinien vor. Die Unterart ist etwas größer als die Nominatform.[1]

## Verbreitung und Lebensraum

Verbreitungsgebiet (blau) der Cayenneweih

Der Cayenneweih bevorzugt Regenwald in Höhenlagen bis 2200 Metern. Meist ist er aber im Tiefland bis 1000 Meter anzutreffen. Er ist besonders in der Nähe von Gewässern, einschließlich Flüssen und Sümpfen unterwegs. Dabei schwebt er regelmäßig über dem Wald, jedoch nicht über längere Zeiträume. Er nutzt auch Galeriewälder, Waldränder und gestörte, fragmentierte Lebensräume.

## Migration
Der Cayenneweih gilt als Standvogel, doch ist das Zugverhalten wenig erforscht.

## Etymologie und Forschungsgeschichte
Die Erstbeschreibung der Cayenneweih erfolgte 1790 durch John Latham unter dem wissenschaftlichen Namen Falco cayanensis. Als Verbreitungsgebiet gab er Cayenne an. 1836 führte Carl Jakob Sundevall die neue Gattung Leptodon ein. Für die Art nannte er den Typus Falco cayanensis sowie Falco palliatus Temminck, 1823, heute ein Synonym für L. c. monachus. Der Begriff Leptodon ist in Wortgebilde aus altgriechisch λεπτος leptos, deutsch ‚fein, schlank‘ und altgriechisch οδων, οδοντος odōn,odontos, deutsch ‚Zahn‘. Der Artname cayanensis bezieht sich auf Cayenne. Monachus hat seinen Ursprung in lateinisch monachus ‚Mönch‘ bzw. altgriechisch μοναχος, μονος, μοναχοω monakhos, monos, deutsch ‚Mönch, alleine, alleine machen‘. Alfred Laubmann hatte für sein Werk Die Vögel von Paraguay einen Balg, gesammelt durch Michael Mathias Kiefer in  Puerto Casado  im Gran Chaco, zur Verfügung. Laubmann führte die Art unter Odontriorchis palliatus. In der Literatur betrachtete Laubmann in dem von Alfredo Borelli (1858–1943) in dem Colonia von Pedro Risso gesammelten Exemplar durch Tommaso Salvadori und im Departamento Alto Paraná durch Arnaldo de Winkelried Bertoni als Nachweise für das Land. Für Bertoni nannte er das Synonym Micraëtus holmbergianus. Außerdem erwähnte Laubmann Alcone del obscuro y blanco von Félix de Azara Holmbergianus ist Eduardo Ladislao Holmberg (1852–1937) gewidmet. Palliatus leitet sich von lateinisch verhüllt, umhüllt ‚Verhüllung, Mantel‘ ab. Ein weiteres Synonym für L. c. monachus ist Cymindis buteonidis Lesson, RP 1830 Buteonides ist ein Wortgebilde aus lateinisch buteo, buteonis ‚Bussard‘ und altgriechisch -οιδης -oidēs, deutsch ‚-ähnelnd‘. Odontriorchis palliatus mexicanus Swann, 1922 ist ein Synonym für die Nominatform, wobei mexicanus für Mexiko steht.